# Рескальдина
Рескальдина (итал. и ломб. Rescaldina) — город в Италии, в провинции Милан области Ломбардия.
Население составляет 13 359 человек (на 2004 г.), плотность населения составляет 1629 чел./км². Занимает площадь 8 км². Почтовый индекс — 20027. Телефонный код — 0331.